# Lijst van beschermd erfgoed in Hannuit
Onderstaande tabel geeft een overzicht van het beschermd erfgoeder in de gemeente Hannuit. Het beschermd erfgoed maakt deel uit van het cultureel erfgoed in België.
| Object | Bouwjaar/architect | Deelgemeente        | Adres                | Coördinaten                   | Nummer?                | Afbeelding |
| --- | ------------------ | ------------------- | -------------------- | ----------------------------- | ---------------------- | --- |
| Koor en toren van de kerk Saint-Christophe                                                                                     |                    | Hannut              |                      | 50° 40' 16" NB, 5° 4' 41" OL  | 64034-CLT-0003-01 Info | Koor en toren van de kerk Saint-Christophe                                                                                     |
| Tumulus van Avernas en het ensemble dat wordt gevormd door deze tumulus met zijn omgeving                                      |                    | Hannut              |                      | 50° 42' 5" NB, 5° 4' 17" OL   | 64034-CLT-0004-01 Info | Tumulus van Avernas en het ensemble dat wordt gevormd door deze tumulus met zijn omgeving                                      |
| Kasteelhoeve en het ensemble van de kasteelhoeve en diens omgeving                                                             |                    | Trognée             |                      | 50° 41' 19" NB, 5° 7' 25" OL  | 64034-CLT-0005-01 Info | |
| Kapel Saint-Donat de Blehen en de heuvel waarop het gebouw staat, en de nabijgelegen grafheuvel                                |                    | Blehen              |                      | 50° 40' 5" NB, 5° 7' 49" OL   | 64034-CLT-0006-01 Info | Kapel Saint-Donat de Blehen en de heuvel waarop het gebouw staat, en de nabijgelegen grafheuvel                                |
| Kerk Notre-Dame de l'Assomption                                                                                                |                    | Avernas-le-Baudouin |                      | 50° 41' 41" NB, 5° 4' 44" OL  | 64034-CLT-0007-01 Info | Kerk Notre-Dame de l'Assomption                                                                                                |
| Torens verspreid langs de muur rond het eigendom van Saint-Hubert en de muur waarmee ze zijn verbonden                         |                    | Merdorp             |                      | 50° 39' 3" NB, 4° 59' 42" OL  | 64034-CLT-0008-01 Info | Torens verspreid langs de muur rond het eigendom van Saint-Hubert en de muur waarmee ze zijn verbonden                         |
| Ensemble van het kasteel van Moxhe en de omliggende terreinen                                                                  |                    | Moxhe               |                      | 50° 37' 46" NB, 5° 4' 44" OL  | 64034-CLT-0009-01 Info | Ensemble van het kasteel van Moxhe en de omliggende terreinen                                                                  |
| Terreinen grenzend aan het ensemble van het kasteel van Moxhe en de omliggende terreinen                                       |                    | Moxhe               |                      | 50° 37' 40" NB, 5° 4' 43" OL  | 64034-CLT-0010-01 Info | |
| Toren van de kerk Saint-Martin                                                                                                 |                    | Thisnes             |                      | 50° 39' 55" NB, 5° 2' 53" OL  | 64034-CLT-0011-01 Info | Toren van de kerk Saint-Martin                                                                                                 |
| Ensemble van de kerk van Thisnes en zijn directe omgeving, uitgezonderd de omgeving                                            |                    | Thisnes             |                      | 50° 39' 56" NB, 5° 2' 49" OL  | 64034-CLT-0012-01 Info | |
| Tombe de l'Empereur en het ensemble wat wordt gevormd door de tumulus en een deel van het perceel waarop de tumulus gelegen is |                    | Villers-le-Peuplier |                      | 50° 38' 17" NB, 5° 5' 7" OL   | 64034-CLT-0013-01 Info | Tombe de l'Empereur en het ensemble wat wordt gevormd door de tumulus en een deel van het perceel waarop de tumulus gelegen is |
| Ensemble van twee dreven en hun omgeving                                                                                       |                    | Cras-Avernas        |                      | 50° 42' 5" NB, 5° 7' 4" OL    | 64034-CLT-0014-01 Info | Ensemble van twee dreven en hun omgeving                                                                                       |
| Petit Bosquet aan de rue de l'Aite en de wallen van Saint-Christophe                                                           |                    | Hannut              |                      | 50° 40' 14" NB, 5° 4' 33" OL  | 64034-CLT-0015-01 Info | Petit Bosquet aan de rue de l'Aite en de wallen van Saint-Christophe                                                           |
| Kapel Notre Dame de Bon Secours, en het ensemble van de kapel en diens omgeving                                                |                    |                     |                      | 50° 39' 11" NB, 5° 5' 39" OL  | 64034-CLT-0016-01 Info | |
| Ensemble van de priorij, la place communale, de dreef, de kerk en de pastorie                                                  |                    | Lens-Saint-Remy     |                      | 50° 39' 21" NB, 5° 7' 49" OL  | 64034-CLT-0017-01 Info | Ensemble van de priorij, la place communale, de dreef, de kerk en de pastorie                                                  |
| Orgels van de kerk Saint-Remy van Lens-Saint-Remy                                                                              |                    | Lens-Saint-Rémy     |                      | 50° 39' 17" NB, 5° 8' 0" OL   | 64034-CLT-0019-01 Info | |
| De "Pierre Motet", gelegen aan de voet van de "Tiège de Velupon"                                                               |                    | Lens-Saint-Remy     |                      | 50° 39' 3" NB, 5° 7' 54" OL   | 64034-CLT-0020-01 Info | De "Pierre Motet", gelegen aan de voet van de "Tiège de Velupon"                                                               |
| Tumuli van het Merdorp van de Tombes, het ensemble van twee tumuli en omgeving                                                 |                    | Merdorp             |                      | 50° 38' 18" NB, 4° 59' 48" OL | 64034-CLT-0021-01 Info | Tumuli van het Merdorp van de Tombes, het ensemble van twee tumuli en omgeving                                                 |
| Ensemble van de kerk Notre-Dame de l'Assomption, het kerkhof, de pastorie en de boomgaard                                      |                    | Avernas-le-Baudouin |                      | 50° 41' 41" NB, 5° 4' 43" OL  | 64034-CLT-0023-01 Info | Ensemble van de kerk Notre-Dame de l'Assomption, het kerkhof, de pastorie en de boomgaard                                      |
| Put |                    | Moxhe               | Rue du Curé 2, Moxhe | 50° 37' 49" NB, 5° 4' 55" OL  | 64034-CLT-0024-01 Info | Put |
| Tumulus van Avernas, de archeologische site, ter plaatse genaamd "A la tombe"                                                  |                    | Avernas-le-Baudouin |                      | 50° 42' 5" NB, 5° 4' 17" OL   | 64034-PEX-0001-01 Info | Tumulus van Avernas, de archeologische site, ter plaatse genaamd "A la tombe"                                                  |
| Tumulus van Blehen, de archeologische site, ter plaatse genaamd "La tombe de Blehen"                                           |                    | Blehen              |                      | 50° 40' 8" NB, 5° 7' 46" OL   | 64034-PEX-0002-01 Info | Tumulus van Blehen, de archeologische site, ter plaatse genaamd "La tombe de Blehen"                                           |
| Tombe de l'Empereur, de archeologische site                                                                                    |                    | Villers-le-Peuplier |                      | 50° 38' 17" NB, 5° 5' 7" OL   | 64034-PEX-0003-01 Info | Tombe de l'Empereur, de archeologische site                                                                                    |
| Tumuli van het Bos van de Tombes, de archeologische site van 2 tumuli                                                          |                    | Merdorp             |                      | 50° 38' 18" NB, 4° 59' 48" OL | 64034-PEX-0004-01 Info | Tumuli van het Bos van de Tombes, de archeologische site van 2 tumuli                                                          |